# Næstved Boldklub sæson 2017-18
|  | Sammenskrivningsforslag Artiklen Næstved Boldklub sæson 2017-18 er foreslået føjet ind i Næstved Boldklub. (Siden maj 2018) Diskutér forslaget |

Næstved Boldklub sluttede som nr. 2 i 2. division kun overhalet af Hvidovre. Den sidste kamp i ligaen blev afgjort med en 4-0 sejr over Middelfart. Denne sejr førte til oprykning til den næstbedste række. Næstved Boldklub spiller derfor i Nordicbet-ligaen i sæsonen 2018/19